# Вавиловка (Томская область)
Вави́ловка — деревня в Бакчарском районе Томской области, Россия. Административный центр Вавиловского сельского поселения.

## География
Деревня расположена чуть севернее трассы Р399. Расстояние до райцентра — 3 км на юго-восток.

## Население
| 2002 | 2010 | 2012 | 2013 | 2014 | 2015 | 2021 |
| ---- | ---- | ---- | ---- | ---- | ---- | ---- |
| 514  | ↗571 | →571 | →571 | ↗573 | ↘572 | ↘498 |

## Социальная сфера и экономика
В деревне работают средняя общеобразовательная школа, библиотека и фельдшерско-акушерский пункт.
Действуют несколько частных предпринимателей, работающих в сфере сельского хозяйства, лесозаготовок (в том числе, ООО «ТД "Славянский"») и розничной торговли.